# São Ludgero
São Ludgero es un municipio brasileño del estado de Santa Catarina. Tiene una 
población estimada al 2021 de 13 886 habitantes.

## Historia
La colonización del hoy municipio comenzó en la década de 1860 con la Colonia Espontánea de Braço do Norte, donde se instalaron en el lugar inmigrantes alemanes provenientes principalmente de Heek, donde su patrón es San Ludgero.
Se emancipó como municipio el 12 de junio de 1962, separándose de Braço do Norte.

## Economía
La agricultura, la ganadería y la industria son las principales actividades económicas del municipio. Se destacan la producción avícola, ganadería lechera , cultivos de tabaco (en menor escala), maíz , frijol , hortalizas , frutas y hortalizas . También hay industrias de derivados del plástico y el sector de la madera. El sector de comercio y servicios es menos expresivo, dada la proximidad a las ciudades de Braço do Norte y Orleans .